# Lepidocordia punctata
Lepidocordia punctata là loài thực vật có hoa trong họ Mồ hôi. Loài này được Ducke mô tả khoa học đầu tiên năm 1925.